# Puchar Świata w narciarstwie dowolnym 2024/2025
Puchar Świata w narciarstwie dowolnym 2024/2025 – cykl zawodów w narciarstwie dowolnym, który rozpoczął się 8 września 2024 r. w nowozelandzkiej Cardronie, a zakończył 30 marca 2025 r. w szwedzkim Idre Fjäll.

## Konkurencje
- AE = skoki akrobatyczne
  - AET = skoki akrobatyczne drużyn mieszanych
- MO = jazda po muldach
- DM = jazda po muldach podwójnych
- SX = skicross
- SS = slopestyle
- BA = big air
- HP = halfpipe

Na liście klasyfikacji widnieją również oznaczenia MODM i OPP, które nie odzwierciedlają żadnych konkurencji. MODM to zsumowana klasyfikacja jazdy po muldach i jazdy po muldach podwójnych, natomiast OPP to zsumowana klasyfikacja halfpipe'u, slopestyle’u i big air’u.

## Kalendarz zawodów

### Freeski(SS/BA/HP)

#### Mężczyźni
| Lp  | Data                 | Miejscowość     | Konkurencja    | 1. miejsce                                          | 2. miejsce                                          | 3. miejsce                                          |
| --- | -------------------- | --------------- | -------------- | --------------------------------------------------- | --------------------------------------------------- | --------------------------------------------------- |
| 1.  | 8 września 2024      | Cardrona        | HP             | Brendan Mackay                                      | Alex Ferreira                                       | Andrew Longino                                      |
| 2.  | 18 października 2024 | Chur            | BA             | Matěj Švancer                                       | Tormod Frostad                                      | Dylan Deschamps                                     |
| 3.  | 23 listopada 2024    | Stubai          | SS             | Colby Stevenson                                     | Andri Ragettli                                      | Tormod Frostad                                      |
| 4.  | 1 grudnia 2024       | Pekin           | BA             | Tormod Frostad                                      | Miro Tabanelli                                      | Dylan Deschamps                                     |
| 5.  | 7 grudnia 2024       | Secret Garden   | HP             | Nicholas Goepper                                    | Alex Ferreira                                       | David Wise                                          |
| 6.  | 21 grudnia 2024      | Copper Mountain | HP             | Alex Ferreira                                       | Brendan Mackay                                      | Nicholas Goepper                                    |
| 7.  | 4 stycznia 2025      | Klagenfurt      | BA             | Luca Harrington                                     | Timothé Sivignon                                    | Matěj Švancer                                       |
| 8.  | 10 stycznia 2025     | Kreischberg     | BA             | Luca Harrington                                     | Matěj Švancer                                       | Leo Landrø                                          |
| 9.  | 17 stycznia 2025     | Laax            | SS             | Birk Ruud                                           | Mac Forehand                                        | Alex Hall                                           |
| 10. | 1 lutego 2025        | Aspen           | SS             | Alex Hall                                           | Colby Stevenson                                     | Birk Ruud                                           |
| 11. | 2 lutego 2025        | Aspen           | HP             | Alex Ferreira                                       | Nick Goepper                                        | Matthew Labaugh                                     |
| 12. | 6 lutego 2025        | Aspen           | BA             | Matěj Švancer                                       | Luca Harrington                                     | Konnor Ralph                                        |
| 13. | 15 lutego 2025       | Calgary         | HP             | Finley Melville Ives                                | Nick Goepper                                        | Alex Ferreira                                       |
| 14. | 22 lutego 2025       | Stoneham        | SS             | Matěj Švancer                                       | Luca Harrington                                     | Ben Barclay                                         |
| 15. | 13 marca 2025        | Tignes          | BA             | Miro Tabanelli                                      | Mac Forehand                                        | Luca Harrington                                     |
| 16. | 14 marca 2025        | Tignes          | SS             | Alex Hall                                           | Andri Ragettli                                      | Sebastian Schjerve                                  |
| MŚ  | 19–30 marca 2025     | Engadyna        | SS \| BA \| HP | 20. Mistrzostwa Świata w Narciarstwie Dowolnym 2025 | 20. Mistrzostwa Świata w Narciarstwie Dowolnym 2025 | 20. Mistrzostwa Świata w Narciarstwie Dowolnym 2025 |

#### Kobiety
| Lp  | Data                 | Miejscowość     | Konkurencja    | 1. miejsce                                          | 2. miejsce                                          | 3. miejsce                                          |
| --- | -------------------- | --------------- | -------------- | --------------------------------------------------- | --------------------------------------------------- | --------------------------------------------------- |
| 1.  | 8 września 2024      | Cardrona        | HP             | Eileen Gu                                           | Zhang Kexin                                         | Rachael Karker                                      |
| 2.  | 18 października 2024 | Chur            | BA             | Mathilde Gremaud                                    | Flora Tabanelli                                     | Muriel Mohr                                         |
| 3.  | 23 listopada 2024    | Stubai          | SS             | Tess Ledeux                                         | Mathilde Gremaud                                    | Sarah Höfflin                                       |
| 4.  | 1 grudnia 2024       | Pekin           | BA             | Tess Ledeux                                         | Sarah Höfflin                                       | Flora Tabanelli                                     |
| 5.  | 7 grudnia 2024       | Secret Garden   | HP             | Eileen Gu                                           | Li Fanghui                                          | Svea Irving                                         |
| 6.  | 21 grudnia 2024      | Copper Mountain | HP             | Eileen Gu                                           | Zoe Atkin                                           | Cassie Sharpe                                       |
| 7.  | 4 stycznia 2025      | Klagenfurt      | BA             | Liu Mengting                                        | Flora Tabanelli                                     | Muriel Mohr                                         |
| 8.  | 10 stycznia 2025     | Kreischberg     | BA             | Flora Tabanelli                                     | Anni Kärävä                                         | Lara Wolf                                           |
| 9.  | 17 stycznia 2025     | Laax            | SS             | Eileen Gu                                           | Megan Oldham                                        | Mathilde Gremaud                                    |
| 10. | 1 lutego 2025        | Aspen           | SS             | Tess Ledeux                                         | Megan Oldham                                        | Rell Harwood                                        |
| 11. | 2 lutego 2025        | Aspen           | HP             | Zoe Atkin                                           | Li Fanghui                                          | Amy Fraser                                          |
| 12. | 6 lutego 2025        | Aspen           | BA             | Megan Oldham                                        | Flora Tabanelli                                     | Anni Kärävä                                         |
| 13. | 15 lutego 2025       | Calgary         | HP             | Li Fanghui                                          | Zoe Atkin                                           | Rachael Karker                                      |
| 14. | 22 lutego 2025       | Stoneham        | SS             | Flora Tabanelli                                     | Yang Ruyi                                           | Rell Harwood                                        |
| 15. | 13 marca 2025        | Tignes          | BA             | Flora Tabanelli                                     | Tess Ledeux                                         | Anni Kärävä                                         |
| 16. | 14 marca 2025        | Tignes          | SS             | Kirsty Muir                                         | Abi Harrigan                                        | Ruby Star Andrews                                   |
| MŚ  | 19–30 marca 2025     | Engadyna        | SS \| BA \| HP | 20. Mistrzostwa Świata w Narciarstwie Dowolnym 2025 | 20. Mistrzostwa Świata w Narciarstwie Dowolnym 2025 | 20. Mistrzostwa Świata w Narciarstwie Dowolnym 2025 |

### Muldy(MO/DM)

#### Mężczyźni
| Lp  | Data              | Miejscowość       | Konkurencja | 1. miejsce                                          | 2. miejsce                                          | 3. miejsce                                          |
| --- | ----------------- | ----------------- | ----------- | --------------------------------------------------- | --------------------------------------------------- | --------------------------------------------------- |
| 1.  | 30 listopada 2024 | Ruka              | MO          | Mikaël Kingsbury                                    | Walter Wallberg                                     | Ikuma Horishima                                     |
| 2.  | 6 grudnia 2024    | Idre Fjäll        | MO          | Mikaël Kingsbury                                    | Ikuma Horishima                                     | Walter Wallberg                                     |
|     | 7 grudnia 2024    | Idre Fjäll        | DM          | Odwołano                                            | Odwołano                                            | Odwołano                                            |
|     | 13 grudnia 2024   | Alpe d’Huez       | MO          | Odwołano                                            | Odwołano                                            | Odwołano                                            |
|     | 14 grudnia 2024   | Alpe d’Huez       | DM          | Odwołano                                            | Odwołano                                            | Odwołano                                            |
| 3.  | 20 grudnia 2024   | Bakuriani         | MO          | Benjamin Cavet                                      | Mikaël Kingsbury                                    | Severi Vierelä                                      |
| 4.  | 21 grudnia 2024   | Bakuriani         | DM          | Walter Wallberg                                     | Benjamin Cavet                                      | Filip Gravenfors                                    |
| 5.  | 24 stycznia 2025  | Waterville Valley | MO          | Mikaël Kingsbury                                    | Nick Page                                           | Benjamin Cavet                                      |
| 6.  | 25 stycznia 2025  | Waterville Valley | DM          | Mikaël Kingsbury                                    | Matt Graham                                         | Filip Gravenfors                                    |
| 7.  | 31 stycznia 2025  | Val Saint-Côme    | MO          | Mikaël Kingsbury                                    | Julien Viel                                         | Olli Penttala                                       |
| 8.  | 1 lutego 2025     | Val Saint-Côme    | DM          | Mikaël Kingsbury                                    | Benjamin Cavet                                      | Nick Page                                           |
| 9.  | 6 lutego 2025     | Deer Valley       | MO          | Ikuma Horishima                                     | Pawieł Kołmakow                                     | Benjamin Cavet                                      |
| 10. | 8 lutego 2025     | Deer Valley       | DM          | Ikuma Horishima                                     | Mikaël Kingsbury                                    | Pawieł Kołmakow                                     |
| 11. | 21 lutego 2025    | Beidahu           | MO          | Ikuma Horishima                                     | Mikaël Kingsbury                                    | Filip Gravenfors                                    |
| 12. | 22 lutego 2025    | Beidahu           | DM          | Severi Vierelä                                      | Ikuma Horishima                                     | Julien Viel                                         |
| 13. | 28 lutego 2025    | Ałmaty            | MO          | Mikaël Kingsbury                                    | Jung Dae-yoon                                       | Ikuma Horishima                                     |
| 14. | 1 marca 2025      | Ałmaty            | DM          | Mikaël Kingsbury                                    | Ikuma Horishima                                     | Matt Graham                                         |
| 15. | 11 marca 2025     | Livigno           | MO          | Ikuma Horishima                                     | Mikaël Kingsbury                                    | Charlie Mickel                                      |
| 16. | 12 marca 2025     | Livigno           | DM          | Mikaël Kingsbury                                    | Ikuma Horishima                                     | Filip Gravenfors                                    |
| MŚ  | 18–21 marca 2025  | Engadyna          | MO \| DM    | 20. Mistrzostwa Świata w Narciarstwie Dowolnym 2025 | 20. Mistrzostwa Świata w Narciarstwie Dowolnym 2025 | 20. Mistrzostwa Świata w Narciarstwie Dowolnym 2025 |

#### Kobiety
| Lp  | Data              | Miejscowość       | Konkurencja | 1. miejsce                                          | 2. miejsce                                          | 3. miejsce                                          |
| --- | ----------------- | ----------------- | ----------- | --------------------------------------------------- | --------------------------------------------------- | --------------------------------------------------- |
| 1.  | 30 listopada 2024 | Ruka              | MO          | Perrine Laffont                                     | Jakara Anthony                                      | Olivia Giaccio                                      |
| 2.  | 6 grudnia 2024    | Idre Fjäll        | MO          | Jakara Anthony                                      | Perrine Laffont                                     | Maïa Schwinghammer                                  |
|     | 7 grudnia 2024    | Idre Fjäll        | DM          | Odwołano                                            | Odwołano                                            | Odwołano                                            |
|     | 13 grudnia 2024   | Alpe d’Huez       | MO          | Odwołano                                            | Odwołano                                            | Odwołano                                            |
|     | 14 grudnia 2024   | Alpe d’Huez       | DM          | Odwołano                                            | Odwołano                                            | Odwołano                                            |
| 3.  | 20 grudnia 2024   | Bakuriani         | MO          | Olivia Giaccio                                      | Perrine Laffont                                     | Jaelin Kauf                                         |
| 4.  | 21 grudnia 2024   | Bakuriani         | DM          | Jaelin Kauf                                         | Rino Yanagimoto                                     | Perrine Laffont                                     |
| 5.  | 24 stycznia 2025  | Waterville Valley | MO          | Perrine Laffont                                     | Jaelin Kauf                                         | Olivia Giaccio                                      |
| 6.  | 25 stycznia 2025  | Waterville Valley | DM          | Perrine Laffont                                     | Jaelin Kauf                                         | Julija Gałyszewa                                    |
| 7.  | 31 stycznia 2025  | Val Saint-Côme    | MO          | Maïa Schwinghammer                                  | Jaelin Kauf                                         | Olivia Giaccio                                      |
| 8.  | 1 lutego 2025     | Val Saint-Côme    | DM          | Jaelin Kauf                                         | Anastasija Gorodko                                  | Perrine Laffont                                     |
| 9.  | 6 lutego 2025     | Deer Valley       | MO          | Jaelin Kauf                                         | Perrine Laffont                                     | Maïa Schwinghammer                                  |
| 10. | 8 lutego 2025     | Deer Valley       | DM          | Jaelin Kauf                                         | Perrine Laffont                                     | Olivia Giaccio                                      |
| 11. | 21 lutego 2025    | Beidahu           | MO          | Jaelin Kauf                                         | Perrine Laffont                                     | Olivia Giaccio                                      |
| 12. | 22 lutego 2025    | Beidahu           | DM          | Jaelin Kauf                                         | Perrine Laffont                                     | Tess Johnson                                        |
| 13. | 28 lutego 2025    | Ałmaty            | MO          | Tess Johnson                                        | Jaelin Kauf                                         | Rino Yanagimoto                                     |
| 14. | 1 marca 2025      | Ałmaty            | DM          | Jaelin Kauf                                         | Rino Yanagimoto                                     | Anastasija Gorodko                                  |
| 15. | 11 marca 2025     | Livigno           | MO          | Jaelin Kauf                                         | Perrine Laffont                                     | Tess Johnson                                        |
| 16. | 12 marca 2025     | Livigno           | DM          | Charlotte Wilson                                    | Jaelin Kauf                                         | Perrine Laffont                                     |
| MŚ  | 18–21 marca 2025  | Engadyna          | MO \| DM    | 20. Mistrzostwa Świata w Narciarstwie Dowolnym 2025 | 20. Mistrzostwa Świata w Narciarstwie Dowolnym 2025 | 20. Mistrzostwa Świata w Narciarstwie Dowolnym 2025 |

### Skoki akrobatyczne(AE)

#### Mężczyźni
| Lp | Data             | Miejscowość  | Konkurencja | 1. miejsce                                          | 2. miejsce                                          | 3. miejsce                                          |
| -- | ---------------- | ------------ | ----------- | --------------------------------------------------- | --------------------------------------------------- | --------------------------------------------------- |
| 1. | 18 stycznia 2025 | Lake Placid  | AE          | Sun Jiaxu                                           | Noé Roth                                            | Li Xinpeng                                          |
| 2. | 25 stycznia 2025 | Lac-Beauport | AE          | Qi Guangpu                                          | Lewis Irving                                        | Christopher Lillis                                  |
| 3. | 26 stycznia 2025 | Lac-Beauport | AE          | Qi Guangpu                                          | Wang Xindi                                          | Émile Nadeau                                        |
| 4. | 7 lutego 2025    | Deer Valley  | AE          | Quinn Dehlinger                                     | Dmytro Kotowski                                     | Christopher Lillis                                  |
| 5. | 23 lutego 2025   | Beidahu      | AE          | Li Tianma                                           | Qi Guangpu                                          | Christopher Lillis                                  |
| 6. | 2 marca 2025     | Ałmaty       | AE          | Wang Xindi                                          | Noé Roth                                            | Qi Guangpu                                          |
| 7. | 13 marca 2025    | Livigno      | AE          | Noé Roth                                            | Sun Jiaxu                                           | Pirmin Werner                                       |
| MŚ | 29–30 marca 2025 | Engadyna     | AE          | 20. Mistrzostwa Świata w Narciarstwie Dowolnym 2025 | 20. Mistrzostwa Świata w Narciarstwie Dowolnym 2025 | 20. Mistrzostwa Świata w Narciarstwie Dowolnym 2025 |

#### Kobiety
| Lp | Data             | Miejscowość  | Konkurencja | 1. miejsce                                          | 2. miejsce                                          | 3. miejsce                                          |
| -- | ---------------- | ------------ | ----------- | --------------------------------------------------- | --------------------------------------------------- | --------------------------------------------------- |
| 1. | 18 stycznia 2025 | Lake Placid  | AE          | Xu Mengtao                                          | Danielle Scott                                      | Marion Thénault                                     |
| 2. | 25 stycznia 2025 | Lac-Beauport | AE          | Laura Peel                                          | Chen Meiting                                        | Xu Mengtao                                          |
| 3. | 26 stycznia 2025 | Lac-Beauport | AE          | Laura Peel                                          | Karenna Elliott                                     | Airleigh Frigo                                      |
| 4. | 7 lutego 2025    | Deer Valley  | AE          | Laura Peel                                          | Danielle Scott                                      | Abbey Willcox                                       |
| 5. | 23 lutego 2025   | Beidahu      | AE          | Xu Mengtao                                          | Chen Meiting                                        | Danielle Scott                                      |
| 6. | 2 marca 2025     | Ałmaty       | AE          | Laura Peel                                          | Xu Mengtao                                          | Danielle Scott                                      |
| 7. | 13 marca 2025    | Livigno      | AE          | Laura Peel                                          | Xu Mengtao                                          | Chen Meiting                                        |
| MŚ | 29–30 marca 2025 | Engadyna     | AE          | 20. Mistrzostwa Świata w Narciarstwie Dowolnym 2025 | 20. Mistrzostwa Świata w Narciarstwie Dowolnym 2025 | 20. Mistrzostwa Świata w Narciarstwie Dowolnym 2025 |

#### Konkurencje mieszane
- Skoki akrobatyczne drużyn mieszanych (AET)

| Lp. | Data             | Miejscowość | Konkurencja | 1. miejsce                                          | 2. miejsce                                                                 | 3. miejsce                                             |
| --- | ---------------- | ----------- | ----------- | --------------------------------------------------- | -------------------------------------------------------------------------- | ------------------------------------------------------ |
| 1.  | 19 stycznia 2025 | Lake Placid | AET         | Chiny 1 Xu Mengtao · Li Xinpeng · Sun Jiaxu         | Kanada 2 Alexandra Montminy · Miha Fontaine · Alexandre Duchaine           | Australia Laura Peel · Reilly Flanagan · Abbey Willcox |
| 2.  | 24 lutego 2025   | Beidahu     | AET         | Chiny 1 Xu Mengtao · Li Tianma · Qi Guangpu         | Stany Zjednoczone 1 Karenna Elliott · Quinn Dehlinger · Christopher Lillis | Chiny 2 Chen Meiting · Li Xinpeng · Wang Xindi         |
| MŚ  | 27 marca 2025    | Engadyna    | AET         | 20. Mistrzostwa Świata w Narciarstwie Dowolnym 2025 | 20. Mistrzostwa Świata w Narciarstwie Dowolnym 2025                        | 20. Mistrzostwa Świata w Narciarstwie Dowolnym 2025    |

### Skicross(SX)

#### Mężczyźni
| Lp  | Data             | Miejscowość  | Konkurencja | 1. miejsce                                          | 2. miejsce                                          | 3. miejsce                                          |
| --- | ---------------- | ------------ | ----------- | --------------------------------------------------- | --------------------------------------------------- | --------------------------------------------------- |
| 1.  | 12 grudnia 2024  | Val Thorens  | SX          | Simone Deromedis                                    | Florian Wilmsmann                                   | Kevin Drury                                         |
| 2.  | 13 grudnia 2024  | Val Thorens  | SX          | Alex Fiva                                           | Adam Kappacher                                      | Kevin Drury                                         |
| 3.  | 17 grudnia 2024  | Arosa        | SX          | Reece Howden                                        | Simone Deromedis                                    | David Mobärg                                        |
| 4.  | 20 grudnia 2024  | Innichen     | SX          | Florian Wilmsmann                                   | Youri Duplessis Kergomard                           | Johannes Aujesky                                    |
| 5.  | 21 grudnia 2024  | Innichen     | SX          | Reece Howden                                        | Alex Fiva                                           | Simone Deromedis                                    |
| 6.  | 16 stycznia 2025 | Reiteralm    | SX          | Florian Wilmsmann                                   | Melvin Tchiknavorian                                | Yanick Gunsch                                       |
| 7.  | 17 stycznia 2025 | Reiteralm    | SX          | Youri Duplessis Kergomard                           | Simone Deromedis                                    | Kevin Drury                                         |
|     | 23 stycznia 2025 | Alleghe      | SX          | Odwołano                                            | Odwołano                                            | Odwołano                                            |
|     | 24 stycznia 2025 | Alleghe      | SX          | Odwołano                                            | Odwołano                                            | Odwołano                                            |
| 8.  | 1 lutego 2025    | Veysonnaz    | SX          | Simone Deromedis                                    | Youri Duplessis Kergomard                           | Reece Howden                                        |
| 9.  | 2 lutego 2025    | Veysonnaz    | SX          | Youri Duplessis Kergomard                           | David Mobärg                                        | Jared Schmidt                                       |
| 10. | 8 lutego 2025    | Val di Fassa | SX          | Ryan Regez                                          | Alex Fiva                                           | Florian Wilmsmann                                   |
| 11. | 9 lutego 2025    | Val di Fassa | SX          | Reece Howden                                        | Simone Deromedis                                    | Ryan Regez                                          |
| 12. | 28 lutego 2025   | Gudauri      | SX          | Simone Deromedis                                    | Ryo Sugai                                           | Erik Mobärg                                         |
| 13. | 1 marca 2025     | Gudauri      | SX          | Reece Howden                                        | Florian Wilmsmann                                   | Simone Deromedis                                    |
| 14. | 14 marca 2025    | Craigleith   | SX          | Reece Howden                                        | Alex Fiva                                           | Kevin Drury                                         |
| 15. | 15 marca 2025    | Craigleith   | SX          | Florian Wilmsmann                                   | Reece Howden                                        | Kevin Drury                                         |
| MŚ  | 21–22 marca 2025 | Engadyna     | SX          | 20. Mistrzostwa Świata w Narciarstwie Dowolnym 2025 | 20. Mistrzostwa Świata w Narciarstwie Dowolnym 2025 | 20. Mistrzostwa Świata w Narciarstwie Dowolnym 2025 |
| 16. | 29 marca 2025    | Idre Fjäll   | SX          | Reece Howden                                        | Simone Deromedis                                    | Erik Mobärg                                         |
| 17. | 30 marca 2025    | Idre Fjäll   | SX          | Reece Howden                                        | Youri Duplessis Kergomard                           | Simone Deromedis                                    |

#### Kobiety
| Lp  | Data             | Miejscowość  | Konkurencja | 1. miejsce                                          | 2. miejsce                                          | 3. miejsce                                          |
| --- | ---------------- | ------------ | ----------- | --------------------------------------------------- | --------------------------------------------------- | --------------------------------------------------- |
| 1.  | 12 grudnia 2024  | Val Thorens  | SX          | Marielle Thompson                                   | Fanny Smith                                         | Daniela Maier                                       |
| 2.  | 13 grudnia 2024  | Val Thorens  | SX          | India Sherret                                       | Daniela Maier                                       | Marielle Thompson                                   |
| 3.  | 17 grudnia 2024  | Arosa        | SX          | Marielle Thompson                                   | India Sherret                                       | Hannah Schmidt                                      |
| 4.  | 20 grudnia 2024  | Innichen     | SX          | Daniela Maier                                       | Talina Gantenbein                                   | Marielle Berger-Sabbatel                            |
| 5.  | 21 grudnia 2024  | Innichen     | SX          | Daniela Maier                                       | Jole Galli                                          | Marielle Berger-Sabbatel                            |
| 6.  | 16 stycznia 2025 | Reiteralm    | SX          | Hannah Schmidt                                      | Fanny Smith                                         | India Sherret                                       |
| 7.  | 17 stycznia 2025 | Reiteralm    | SX          | India Sherret                                       | Fanny Smith                                         | Hannah Schmidt                                      |
|     | 23 stycznia 2025 | Alleghe      | SX          | Odwołano                                            | Odwołano                                            | Odwołano                                            |
|     | 24 stycznia 2025 | Alleghe      | SX          | Odwołano                                            | Odwołano                                            | Odwołano                                            |
| 8.  | 1 lutego 2025    | Veysonnaz    | SX          | Marielle Thompson                                   | Daniela Maier                                       | India Sherret                                       |
| 9.  | 2 lutego 2025    | Veysonnaz    | SX          | Marielle Thompson                                   | Daniela Maier                                       | Fanny Smith                                         |
| 10. | 8 lutego 2025    | Val di Fassa | SX          | Marielle Thompson                                   | Marielle Berger-Sabbatel                            | Courtney Hoffos                                     |
| 11. | 9 lutego 2025    | Val di Fassa | SX          | Jole Galli                                          | Marielle Berger-Sabbatel                            | Fanny Smith                                         |
| 12. | 28 lutego 2025   | Gudauri      | SX          | Fanny Smith                                         | Jole Galli                                          | India Sherret                                       |
| 13. | 1 marca 2025     | Gudauri      | SX          | Jole Galli                                          | Fanny Smith                                         | Courtney Hoffos                                     |
| 14. | 14 marca 2025    | Craigleith   | SX          | Fanny Smith                                         | Marielle Berger-Sabbatel                            | Jole Galli                                          |
| 15. | 15 marca 2025    | Craigleith   | SX          | Fanny Smith                                         | Courtney Hoffos                                     | Abby McEwen                                         |
| MŚ  | 21–22 marca 2025 | Engadyna     | SX          | 20. Mistrzostwa Świata w Narciarstwie Dowolnym 2025 | 20. Mistrzostwa Świata w Narciarstwie Dowolnym 2025 | 20. Mistrzostwa Świata w Narciarstwie Dowolnym 2025 |
| 16. | 29 marca 2025    | Idre Fjäll   | SX          | Daniela Maier                                       | Courtney Hoffos                                     | Fanny Smith                                         |
| 17. | 30 marca 2025    | Idre Fjäll   | SX          | Fanny Smith                                         | Courtney Hoffos                                     | Talina Gantenbein                                   |

#### Konkurencje mieszane
- Skicross drużyn mieszanych (SXT)

| Lp. | Data          | Miejscowość | Konkurencja | 1. miejsce                                          | 2. miejsce                                          | 3. miejsce                                          |
| MŚ  | 23 marca 2025 | Engadyna    | SXT         | 20. Mistrzostwa Świata w Narciarstwie Dowolnym 2025 | 20. Mistrzostwa Świata w Narciarstwie Dowolnym 2025 | 20. Mistrzostwa Świata w Narciarstwie Dowolnym 2025 |
| --- | ------------- | ----------- | ----------- | --------------------------------------------------- | --------------------------------------------------- | --------------------------------------------------- |

## Klasyfikacje

### Mężczyźni
| Lp. | Zawodnik        | Punkty |
| --- | --------------- | ------ |
| 1.  | Matěj Švancer   | 472    |
| 2.  | Luca Harrington | 470    |
| 3.  | Alex Ferreira   | 420    |
| 4.  | Andri Ragettli  | 355    |
| 5.  | Tormod Frostad  | 330    |
| 6.  | Alex Hall       | 323    |
| 7.  | Nick Goepper    | 320    |
| 8.  | Mac Forehand    | 319    |
| 9.  | Brendan Mackay  | 304    |
| 10. | Miro Tabanelli  | 274    |

| Lp. | Zawodnik             | Punkty |
| --- | -------------------- | ------ |
| 1.  | Alex Ferreira        | 360    |
| 2.  | Nick Goepper         | 320    |
| 3.  | Brendan Mackay       | 275    |
| 4.  | Finley Melville Ives | 226    |
| 5.  | Hunter Hess          | 180    |
| 6.  | David Wise           | 163    |
| 7.  | Luke Harrold         | 160    |
| 8.  | Birk Irving          | 152    |
| 9.  | Matthew Labaugh      | 130    |
| 10. | Dylan Ladd           | 116    |

| Lp. | Zawodnik        | Punkty |
| --- | --------------- | ------ |
| 1.  | Alex Hall       | 282    |
| 2.  | Andri Ragettli  | 250    |
| 3.  | Colby Stevenson | 229    |
| 4.  | Birk Ruud       | 216    |
| 5.  | Mac Forehand    | 204    |
| 6.  | Luca Harrington | 177    |
| 7.  | Matěj Švancer   | 147    |
| 8.  | Evan McEachran  | 135    |
| 9.  | Ben Barclay     | 124    |
| 10. | Henry Sildaru   | 119    |

| Lp. | Zawodnik         | Punkty |
| --- | ---------------- | ------ |
| 1.  | Luca Harrington  | 390    |
| 2.  | Matěj Švancer    | 351    |
| 3.  | Miro Tabanelli   | 270    |
| 4.  | Tormod Frostad   | 234    |
| 5.  | Andri Ragettli   | 193    |
| 6.  | Timothé Sivignon | 175    |
| 7.  | Elias Syrjä      | 167    |
| 8.  | Leo Landrø       | 158    |
| 9.  | Dylan Deschamps  | 149    |
| 10. | Mac Forehand     | 144    |

| Lp. | Zawodnik         | Punkty |
| --- | ---------------- | ------ |
| 1.  | Mikaël Kingsbury | 1299   |
| 2.  | Ikuma Horishima  | 1038   |
| 3.  | Filip Gravenfors | 647    |
| 4.  | Matt Graham      | 605    |
| 5.  | Nick Page        | 587    |
| 6.  | Benjamin Cavet   | 544    |
| 7.  | Julien Viel      | 523    |
| 8.  | Severi Vierelä   | 439    |
| 9.  | Charlie Mickel   | 405    |
| 10. | Rasmus Stegfeldt | 402    |

| Lp. | Zawodnik         | Punkty |
| --- | ---------------- | ------ |
| 1.  | Mikaël Kingsbury | 755    |
| 2.  | Ikuma Horishima  | 598    |
| 3.  | Nick Page        | 344    |
| 4.  | Benjamin Cavet   | 339    |
| 5.  | Matt Graham      | 305    |
| 6.  | Julien Viel      | 300    |
| 7.  | Filip Gravenfors | 282    |
| 8.  | Rasmus Stegfeldt | 241    |
| 9.  | Severi Vierelä   | 231    |
| 10. | Pawieł Kołmakow  | 223    |

| Lp. | Zawodnik         | Punkty |
| --- | ---------------- | ------ |
| 1.  | Mikaël Kingsbury | 544    |
| 2.  | Ikuma Horishima  | 440    |
| 3.  | Filip Gravenfors | 365    |
| 4.  | Matt Graham      | 300    |
| 5.  | Nick Page        | 243    |
| 6.  | Julien Viel      | 223    |
| 7.  | Severi Vierelä   | 208    |
| 8.  | Benjamin Cavet   | 205    |
| 9.  | Charlie Mickel   | 199    |
| 10. | Pawieł Kołmakow  | 177    |

| Lp. | Zawodnik           | Punkty |
| --- | ------------------ | ------ |
| 1.  | Qi Guangpu         | 400    |
| 2.  | Noé Roth           | 400    |
| 3.  | Wang Xindi         | 304    |
| 4.  | Sun Jiaxu          | 298    |
| 5.  | Christopher Lillis | 274    |
| 6.  | Quinn Dehlinger    | 244    |
| 7.  | Li Xinpeng         | 244    |
| 8.  | Li Tianma          | 230    |
| 9.  | Dmytro Kotowski    | 210    |
| 10. | Pirmin Werner      | 196    |

| Lp. | Zawodnik                  | Punkty |
| --- | ------------------------- | ------ |
| 1.  | Reece Howden              | 1038   |
| 2.  | Simone Deromedis          | 965    |
| 3.  | Florian Wilmsmann         | 902    |
| 4.  | Youri Duplessis Kergomard | 715    |
| 5.  | Alex Fiva                 | 638    |
| 6.  | David Mobärg              | 544    |
| 7.  | Kevin Drury               | 518    |
| 8.  | Ryan Regez                | 495    |
| 9.  | Tobias Baur               | 413    |
| 10. | Adam Kappacher            | 392    |

### Kobiety
| Lp. | Zawodniczka      | Punkty |
| --- | ---------------- | ------ |
| 1.  | Flora Tabanelli  | 540    |
| 2.  | Tess Ledeux      | 470    |
| 3.  | Eileen Gu        | 400    |
| 4.  | Mathilde Gremaud | 342    |
| 5.  | Zoe Atkin        | 341    |
| 6.  | Anni Kärävä      | 340    |
| 7.  | Li Fanghui       | 313    |
| 8.  | Megan Oldham     | 313    |
| 9.  | Muriel Mohr      | 295    |
| 10. | Liu Mengting     | 280    |

| Lp. | Zawodniczka      | Punkty |
| --- | ---------------- | ------ |
| 1.  | Zoe Atkin        | 305    |
| 1.  | Li Fanghui       | 305    |
| 3.  | Eileen Gu        | 300    |
| 4.  | Svea Irving      | 210    |
| 5.  | Cassie Sharpe    | 205    |
| 6.  | Rachael Karker   | 196    |
| 7.  | Amy Fraser       | 185    |
| 8.  | Dillan Glennie   | 130    |
| 9.  | Sabrina Cakmakli | 121    |
| 10. | Zhang Kexin      | 112    |

| Lp. | Zawodniczka      | Punkty |
| --- | ---------------- | ------ |
| 1.  | Tess Ledeux      | 218    |
| 2.  | Megan Oldham     | 213    |
| 3.  | Flora Tabanelli  | 192    |
| 4.  | Rell Harwood     | 175    |
| 5.  | Kirsty Muir      | 172    |
| 6.  | Marin Hamill     | 166    |
| 7.  | Anni Kärävä      | 161    |
| 8.  | Mathilde Gremaud | 140    |
| 9.  | Muriel Mohr      | 133    |
| 10. | Yang Ruyi        | 131    |

| Lp. | Zawodniczka      | Punkty |
| --- | ---------------- | ------ |
| 1.  | Flora Tabanelli  | 440    |
| 2.  | Tess Ledeux      | 270    |
| 3.  | Anni Kärävä      | 267    |
| 4.  | Liu Mengting     | 256    |
| 5.  | Muriel Mohr      | 241    |
| 6.  | Mathilde Gremaud | 202    |
| 7.  | Sarah Höfflin    | 194    |
| 8.  | Yang Ruyi        | 184    |
| 9.  | Anouk Andraska   | 169    |
| 10. | Xiong Wenhui     | 150    |

| Lp. | Zawodniczka        | Punkty |
| --- | ------------------ | ------ |
| 1.  | Jaelin Kauf        | 1336   |
| 2.  | Perrine Laffont    | 1090   |
| 3.  | Tess Johnson       | 683    |
| 4.  | Maïa Schwinghammer | 681    |
| 5.  | Rino Yanagimoto    | 608    |
| 6.  | Olivia Giaccio     | 573    |
| 7.  | Hinako Tomitaka    | 533    |
| 8.  | Anastasija Gorodko | 510    |
| 9.  | Julija Gałyszewa   | 507    |
| 10. | Kasey Hogg         | 451    |

| Lp. | Zawodniczka        | Punkty |
| --- | ------------------ | ------ |
| 1.  | Jaelin Kauf        | 676    |
| 2.  | Perrine Laffont    | 650    |
| 3.  | Maïa Schwinghammer | 456    |
| 4.  | Tess Johnson       | 430    |
| 5.  | Olivia Giaccio     | 401    |
| 6.  | Hinako Tomitaka    | 298    |
| 7.  | Julija Gałyszewa   | 258    |
| 8.  | Kasey Hogg         | 245    |
| 9.  | Rino Yanagimoto    | 223    |
| 10. | Camille Cabrol     | 212    |

| Lp. | Zawodniczka        | Punkty |
| --- | ------------------ | ------ |
| 1.  | Jaelin Kauf        | 660    |
| 2.  | Perrine Laffont    | 440    |
| 3.  | Rino Yanagimoto    | 385    |
| 4.  | Anastasija Gorodko | 299    |
| 5.  | Tess Johnson       | 253    |
| 6.  | Julija Gałyszewa   | 249    |
| 7.  | Hinako Tomitaka    | 235    |
| 8.  | Maïa Schwinghammer | 225    |
| 9.  | Kasey Hogg         | 206    |
| 10. | Olivia Giaccio     | 172    |

| Lp. | Zawodniczka      | Punkty |
| --- | ---------------- | ------ |
| 1.  | Laura Peel       | 542    |
| 2.  | Xu Mengtao       | 444    |
| 3.  | Danielle Scott   | 368    |
| 4.  | Chen Meiting     | 267    |
| 5.  | Abbey Willcox    | 259    |
| 6.  | Anhelina Brykina | 258    |
| 7.  | Karenna Elliott  | 246    |
| 8.  | Marion Thénault  | 233    |
| 9.  | Shao Qi          | 233    |
| 10. | Airleigh Frigo   | 220    |

| Lp. | Zawodniczka              | Punkty |
| --- | ------------------------ | ------ |
| 1.  | Fanny Smith              | 1076   |
| 2.  | Daniela Maier            | 915    |
| 3.  | India Sherret            | 869    |
| 4.  | Jole Galli               | 847    |
| 5.  | Marielle Berger-Sabbatel | 844    |
| 6.  | Marielle Thompson        | 744    |
| 7.  | Courtney Hoffos          | 714    |
| 8.  | Abby McEwen              | 518    |
| 9.  | Talina Gantenbein        | 502    |
| 10. | Jade Grillet-Aubert      | 457    |

### Drużynowo / Puchar Narodów
| Lp. | Reprezentacja       | Punkty |
| --- | ------------------- | ------ |
| 1.  | Chiny 1             | 200    |
| 2.  | Stany Zjednoczone 1 | 116    |
| 3.  | Kanada 1            | 100    |
| 4.  | Australia           | 96     |
| 5.  | Ukraina 1           | 90     |
| 6.  | Kanada 2            | 80     |
| 7.  | Stany Zjednoczone 2 | 80     |
| 8.  | Chiny 2             | 60     |
| 9.  | Kazachstan          | 32     |
| 9.  | Kazachstan 1        | 32     |

| Lp. | Reprezentacja     | Punkty |
| --- | ----------------- | ------ |
| 1.  | Kanada            | 9729   |
| 2.  | Stany Zjednoczone | 7833   |
| 3.  | Francja           | 5820   |
| 4.  | Szwajcaria        | 5385   |
| 5.  | Japonia           | 4021   |
| 6.  | Chiny             | 3799   |
| 7.  | Niemcy            | 3663   |
| 8.  | Włochy            | 3286   |
| 9.  | Szwecja           | 3266   |
| 10. | Australia         | 2945   |